# Tamara Savage
Tamara Savage är en amerikansk låtskrivare född 1979 i Kalifornien. Hon började skriva låtar 1998 vid 19 års ålder och har sedan dess arbetat med artister som Tamia, Monica, Faith Evans, Nicole Wray, Whitney Houston, Mýa och Tracie Spencer. Den första låten hon skrev var Monicas "The First Night" som nådde förstaplatsen på Billboard Hot 100.